# Yannick Bisson
Yannick Bisson (Montreal, 16. svibnja 1969.) kanadski je filmski i televizijski glumac i redatelj. Najpoznatiji je po ulozi detektiva Williama Murdocha u televizijskoj seriji Detektiv Murdoch, prikazivanoj u 110 zemalja svijeta.

## Životopis
Rođen je 1969. u Montrealu, u obitelji miješanih francusko-britanskih korijena. U djetinjstvu se preselio u Toronto, gdje je već u srednjoj školi pokazivao veliko zanimanje za glumu. Zahvaljujući očevoj podršci, još u srednjoj školi glumio je u nekoliko manjih filmova kao statist ili dječji glumac, a mjesni mediji uspoređivali su ga i s poznatim Michaelom Foxom.
Dobitnik je Nagrade ACTRA-e za životno djelo i doprinos kanadskoj kinematografiji.

## Vanjske poveznice
- Yannick Bisson u internetskoj bazi filmova IMDb-a